# Yelena Mamédova
Yelena Mamédova –en ruso, Елена Мамедова– (6 de julio de 1994) es una deportista rusa que compite en bobsleigh. Ganó una medalla de oro en el Campeonato Europeo de Bobsleigh de 2020, en la prueba doble.

## Palmarés internacional
| Campeonato Europeo | Campeonato Europeo | Campeonato Europeo | Campeonato Europeo |
| Año                | Lugar              | Medalla            | Prueba             |
| ------------------ | ------------------ | ------------------ | ------------------ |
| 2020               | Sigulda (Letonia)  | Medalla de oro     | Doble              |